# Leon Grot
Leon Grot, rodným jménem Leon Machonbaum (6. června 1890 Varšava – 28. března 1974 Varšava), byl účastníkem bojů za polskou nezávislost, plukovníkem pěchoty polské armády a držitelem řádu Virtuti Militari.

## První světová válka a meziválečná léta
Narodil se 6. června 1890 ve Varšavě Józefovi a Floře Lawendelovým, manželům židovského původu.
Během první světové války bojoval v polských legiích. Stal se důstojníkem legionářského 1. pěšího pluku (v rámci rakousko-uherské armády), 2. července 1915 byl povýšen do hodnosti podporučíka a 1. dubna 1916 do hodnosti poručíka. V červenci 1917, kdy polští legionáři v německém a rakousko-uherském vojsku odmítli složit vojenskou přísahu, byl internován v pevnosti Beniaminów.

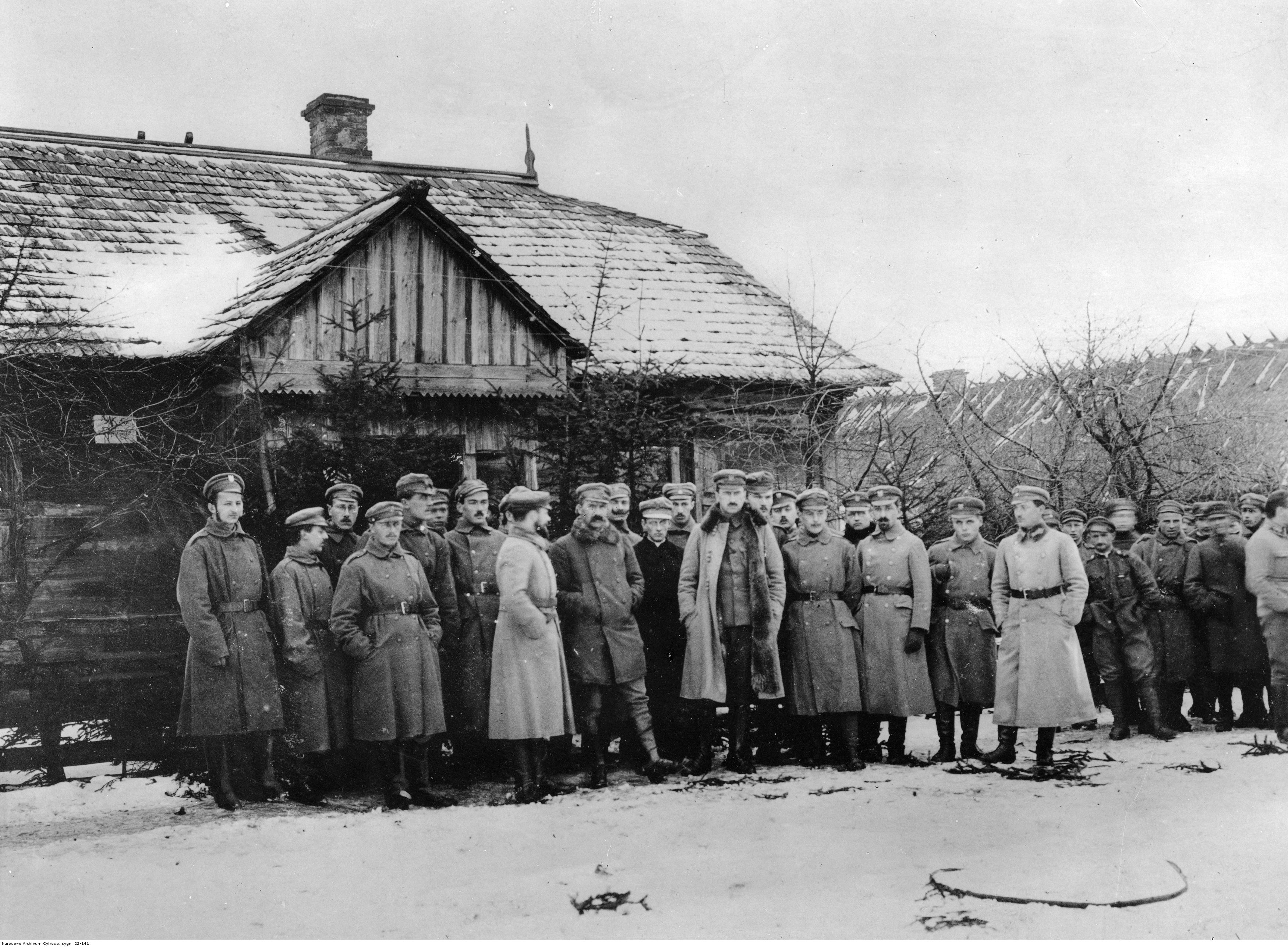
Vojáci polských legií v Leśniewicích. Leon Grot třetí zleva

V roce 1918 vstoupil do samostatné polské armády a byl přidělen k 35. pěšímu pluku. V jeho řadách bojoval ve válce proti ruským bolševikům, přičemž velel rotě a také praporu. 15. července 1920 byl povýšen na majora, v červenci 1922 se stal úřadujícím zástupcem velitele 35. pěšího pluku.
1. prosince 1924 byl povýšen do hodnosti podplukovníka, v srpnu 1925 byl převelen k 14. pěšímu pluku ve Włocławku jako zástupce velitele pluku. V únoru 1928 byl jmenován velitelem 31. Kaniowského střeleckého pluku v Lodži, od roku 1929 do 16. října 1935 velel jako plukovník 3. legionářskému pěšímu pluku v Jaroslavi. V říjnu 1935 se stal velitelem 24. pěší divize v Jarosławi a o tři roky později zástupcem velitele 22. horské pěší divize v Přemyšlu. Od března 1939 do 28. srpna téhož roku pak této divizi velel.

## Druhá světová válka a poválečná léta
Ve funkci velitele bojoval v době německé invaze do Polska. Padl do německého zajetí, ve kterém strávil téměř šest let, do 29. dubna 1945. 
V roce 1945 se navrátil do vlasti a byl znovu přijat do polské armády. Byl zástupcem velitele 2. pěší divize, dále od 21. listopadu 1945 do 31. prosince 1947 pracoval na ministerstvu obrany.
Zemřel 28. března 1974 ve Varšavě. Je pohřben na vojenském hřbitově na Powązkách.

## Osobnost
Dle názoru generála Józefa Kuropieskiho byl Grot „člověk mimořádně inteligentní, klidný, bystrý a nekonfliktní.“

## Řády a vyznamenání
- Stříbrný kříž vojenského řádu Virtuti Militari [15] – 28. února 1921 [16]
- Důstojnický kříž Řádu Polonia Restituta – 10. listopadu 1928 „za zásluhy při boji o samostatnost a za zásluhy při výcviku armády“
- Krzyż Niepodległości (tj. „Kříž nezávislosti“) – 20. ledna 1931 „za zásluhy ve věci znovuzískání nezávislosti“ [17]
- Kříž za chrabrost[pozn. 1]
- Złoty Krzyż Zasługi (tj. „Zlatý kříž za zásluhy“)
- Medal Pamiątkowy za Wojnę 1918–1921 – Pamětní medaile za účast v ozbrojených konfliktech v letech 1918–1921 [18]
- Medal Dziesięciolecia Odzyskanej Niepodległości – Pamětní medaile při příležitosti uplynulého desetiletí od znovuzískání nezávislosti [18]
- Odznaka Oficerska Związków Strzeleckich – Důstojnický odznak tajného střeleckého spolku [19]